# Charles de Souancé
Le baron Charles Gabriel Hubert Guillier de Souancé est un commissaire de la marine et ornithologue français, né le 20 mai 1823 au château de Montdoucet à Souancé-au-Perche et mort le 23 janvier 1896 à Hyères.

## Biographie
Il travailla sur la collection d'oiseaux de son oncle, François Victor Masséna. Ensemble, ils sont les auteurs de quelques espèces de Psittacidae.

## Publications
- Iconographie des perroquets, non figurés dans les publications de Levaillant et de M. Bourjot Saint-Hilaire, Paris, P. Bertrand, 1857 (lire en ligne)

## Sources
- (en) Bo Beolens et Charles Watkins (2003). Whose Bird ? Common Bird Names and the people They Commemorate, Yale University Press (New Haven, Connecticut) : 400 p.  (ISBN 0-300-10359-X)